# Nil Popov
Nil Popov est un historien russe, érudit slave, archiviste et membre correspondant de l'Académie des sciences de Russie. Il a été à plusieurs reprises doyen de la Faculté d'histoire et de philologie de l'Université de Moscou. Marié à la fille de Sergueï Soloviev. 
Sa thèse de doctorat de 1869 était consacrée aux réformes de Pierre le Grand et fit une grande impression sur la société russe de l'époque.
Secrétaire de la Comité de bienfaisance slave, créée après la guerre de Crimée. Ses intérêts de recherche portent principalement sur l'histoire, l'ethnographie et la culture des Slaves du sud.